# Полевой шмель
Полевой шмель (лат. Bombus pascuorum) — вид шмелей подрода Thoracobombus.

## Описание
Самки 15—18 мм (размах крыльев 28—32 мм), рабочие 9—15 мм и самцы 12—14 мм. Лоб ниже основания усиков в светлых волосках. Верх грудки в рыжеватых волосках, у самок посередине с более или менее заметным треугольным пятном из редких чёрных волосков. Бока спинки в беловатых волосках. 2-й и 3-й тергиты брюшка обычно в чёрных волосках, 1,4 и 5-й тергиты брюшка — в рыжеватых. Иногда все тергиты брюшка в рыжих волосках.

## Распространение
Европа, Кавказ, Передняя Азия, Сибирь и Дальний Восток.

## Галерея

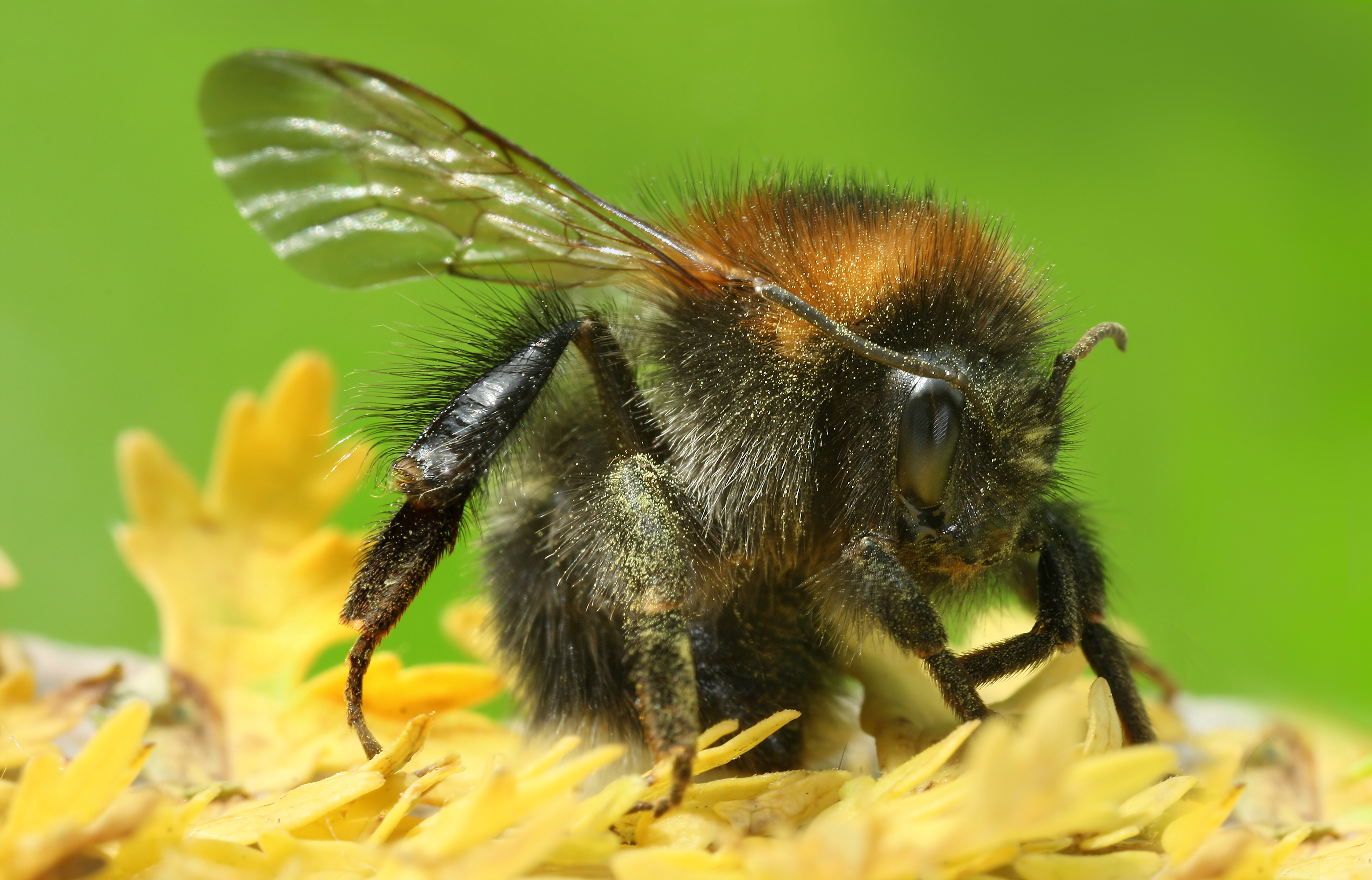
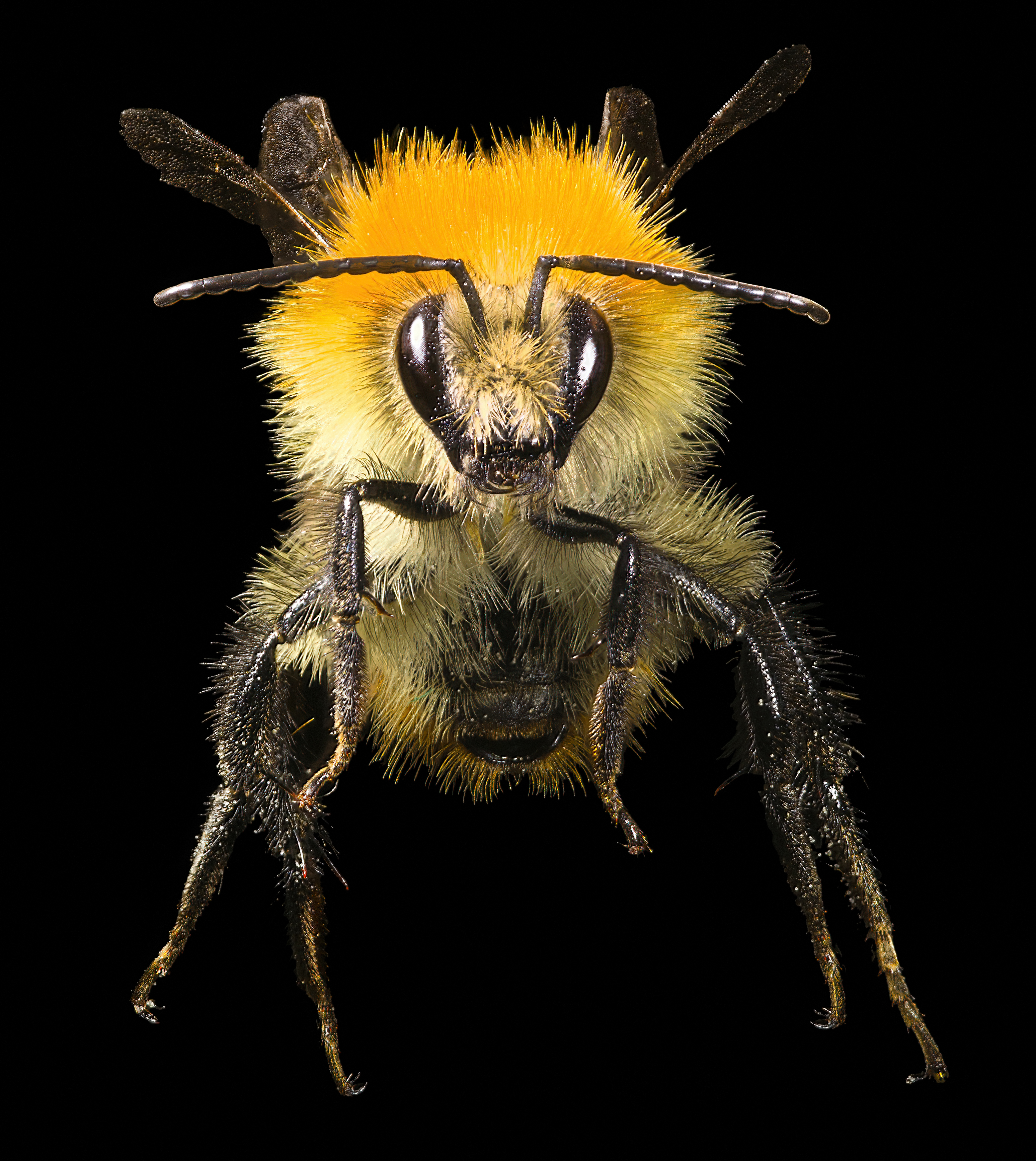
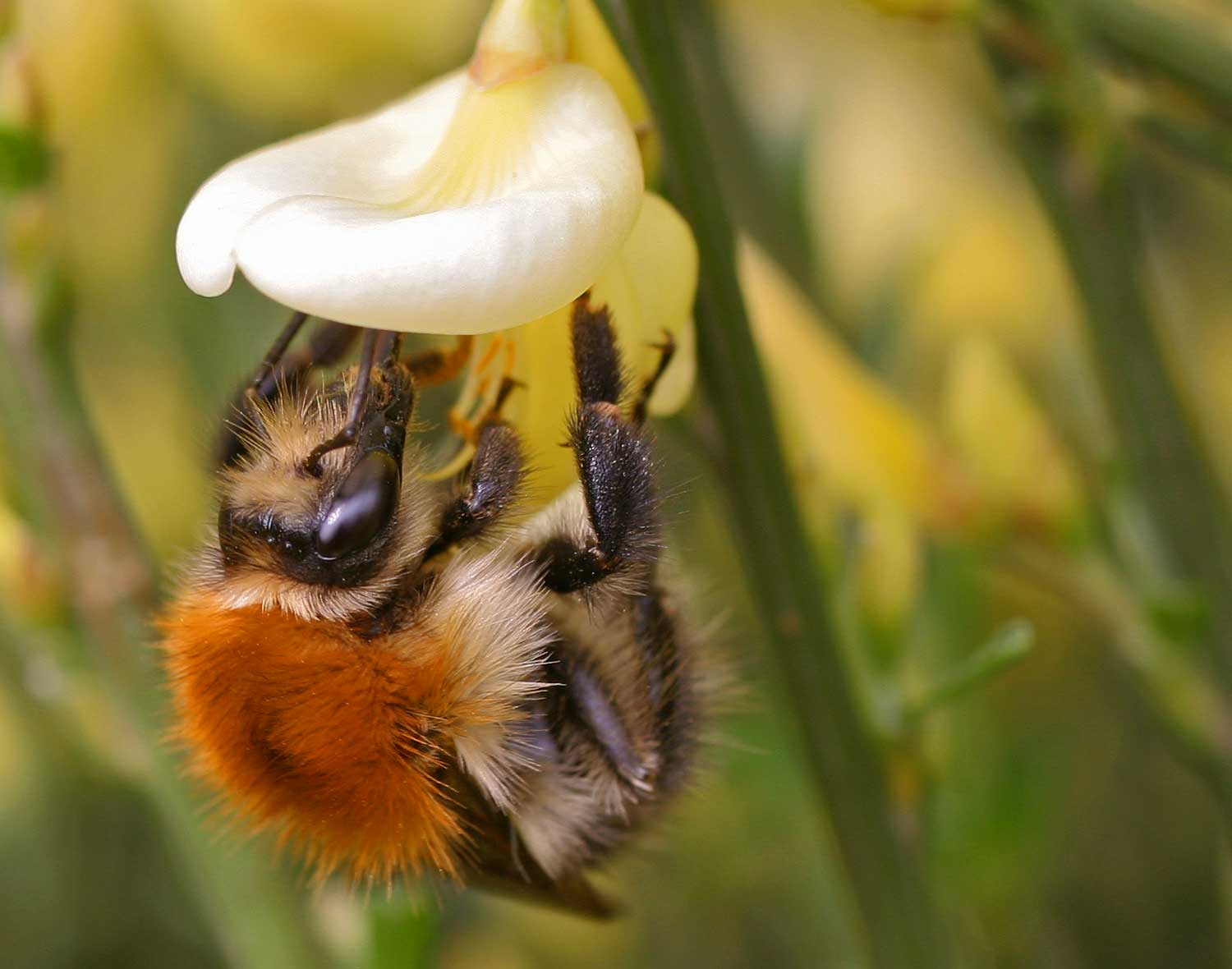
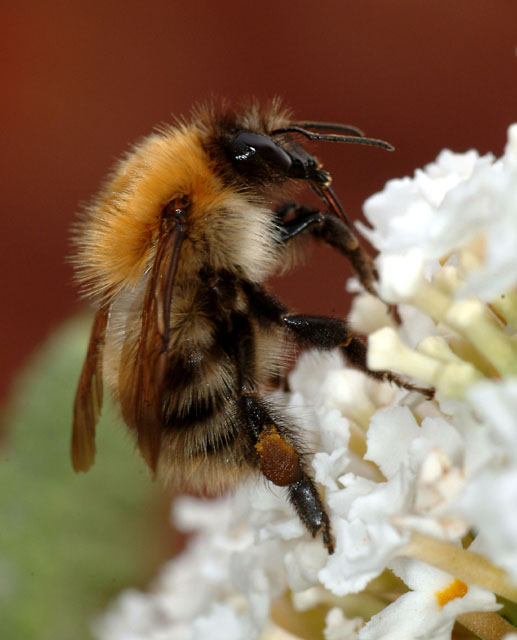
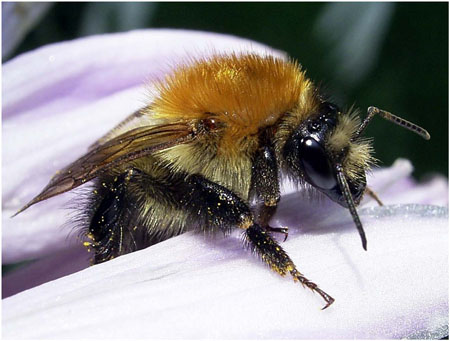
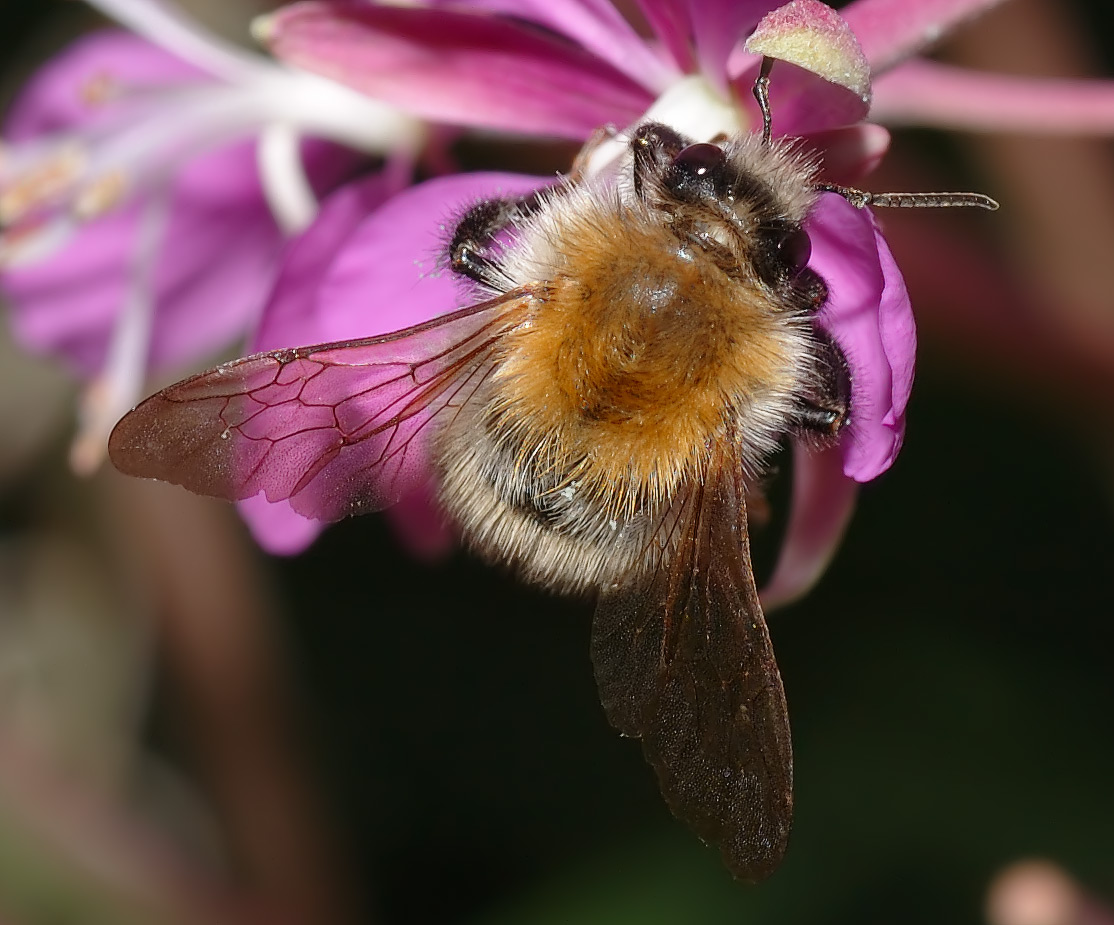
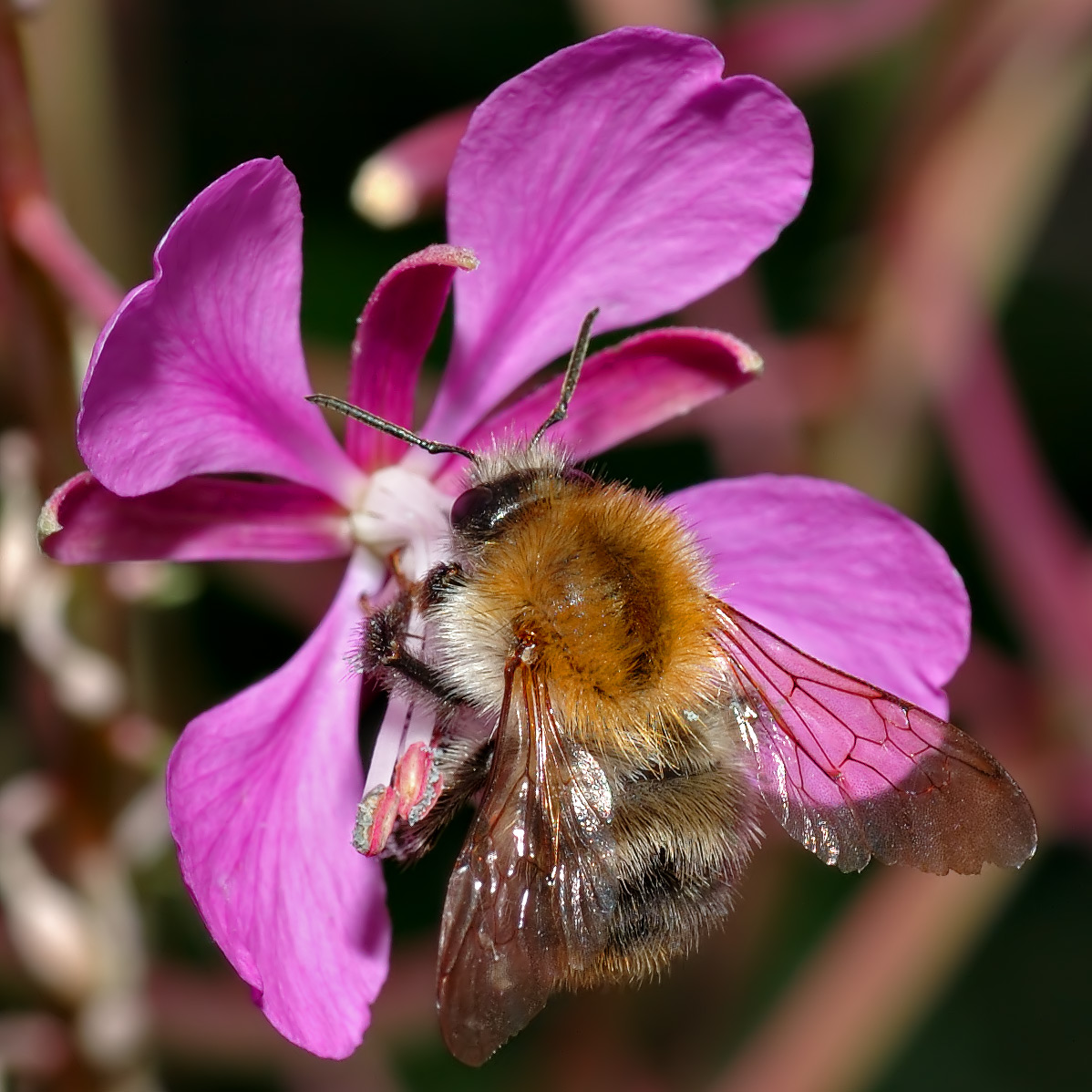
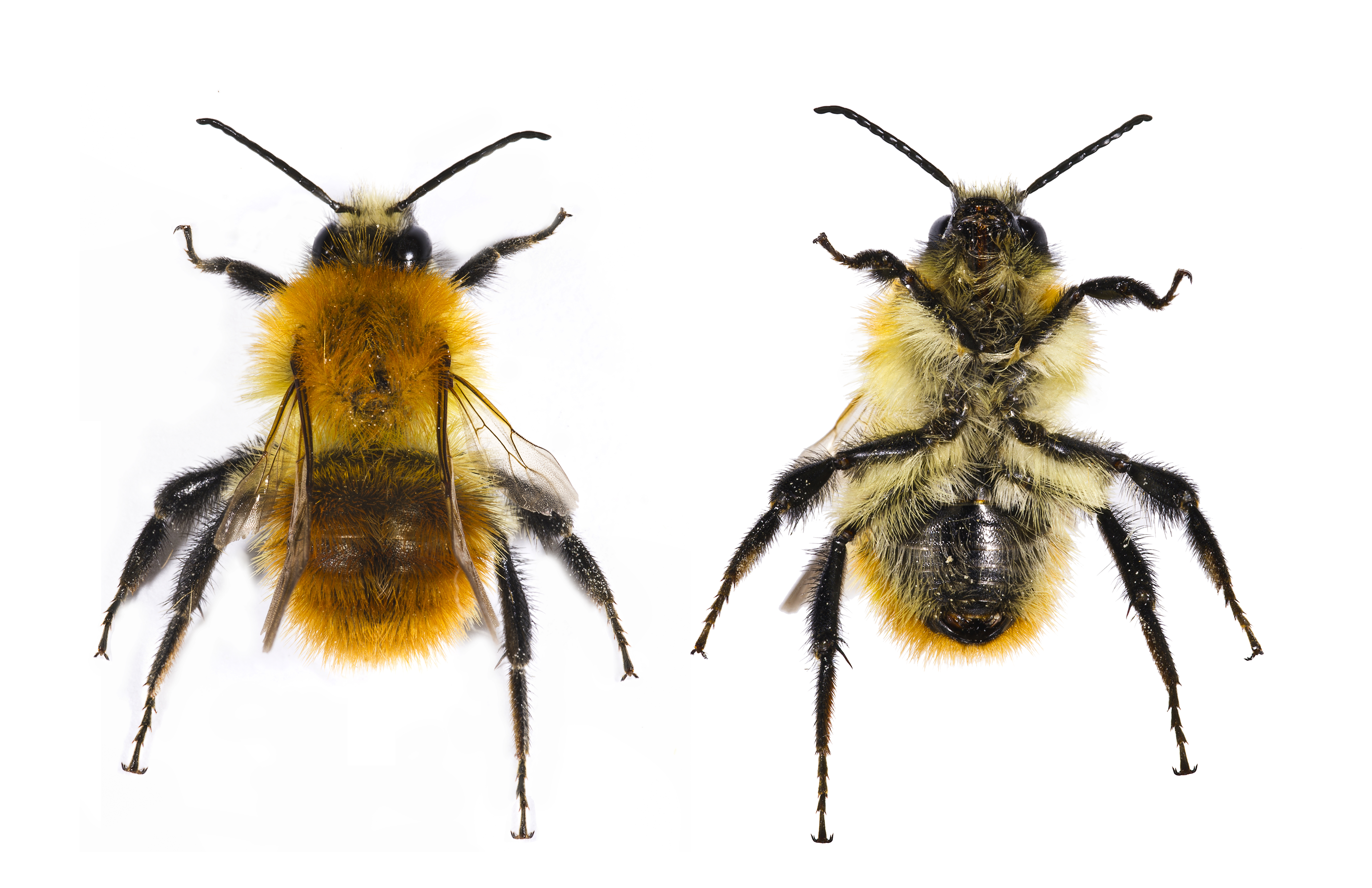
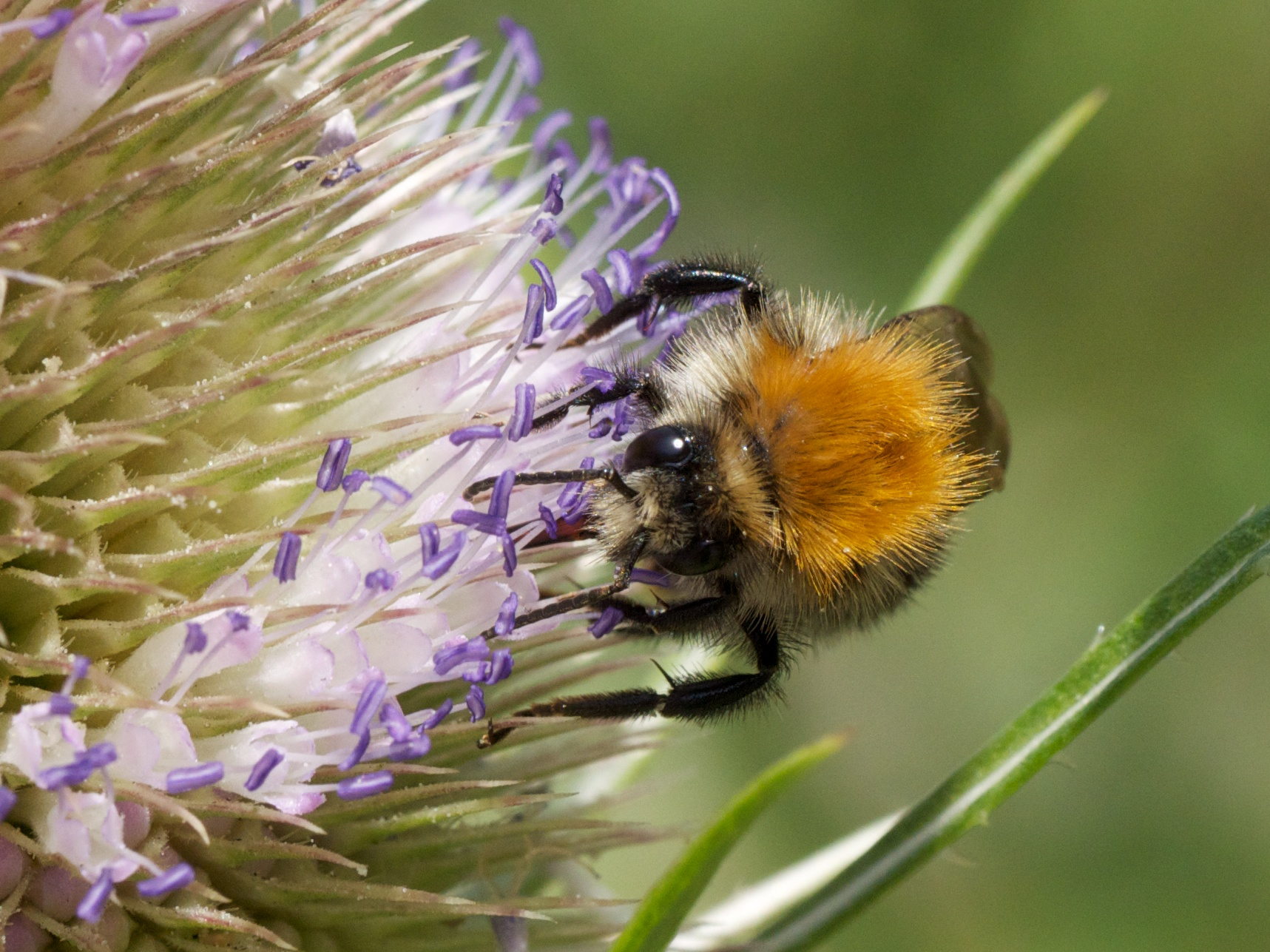
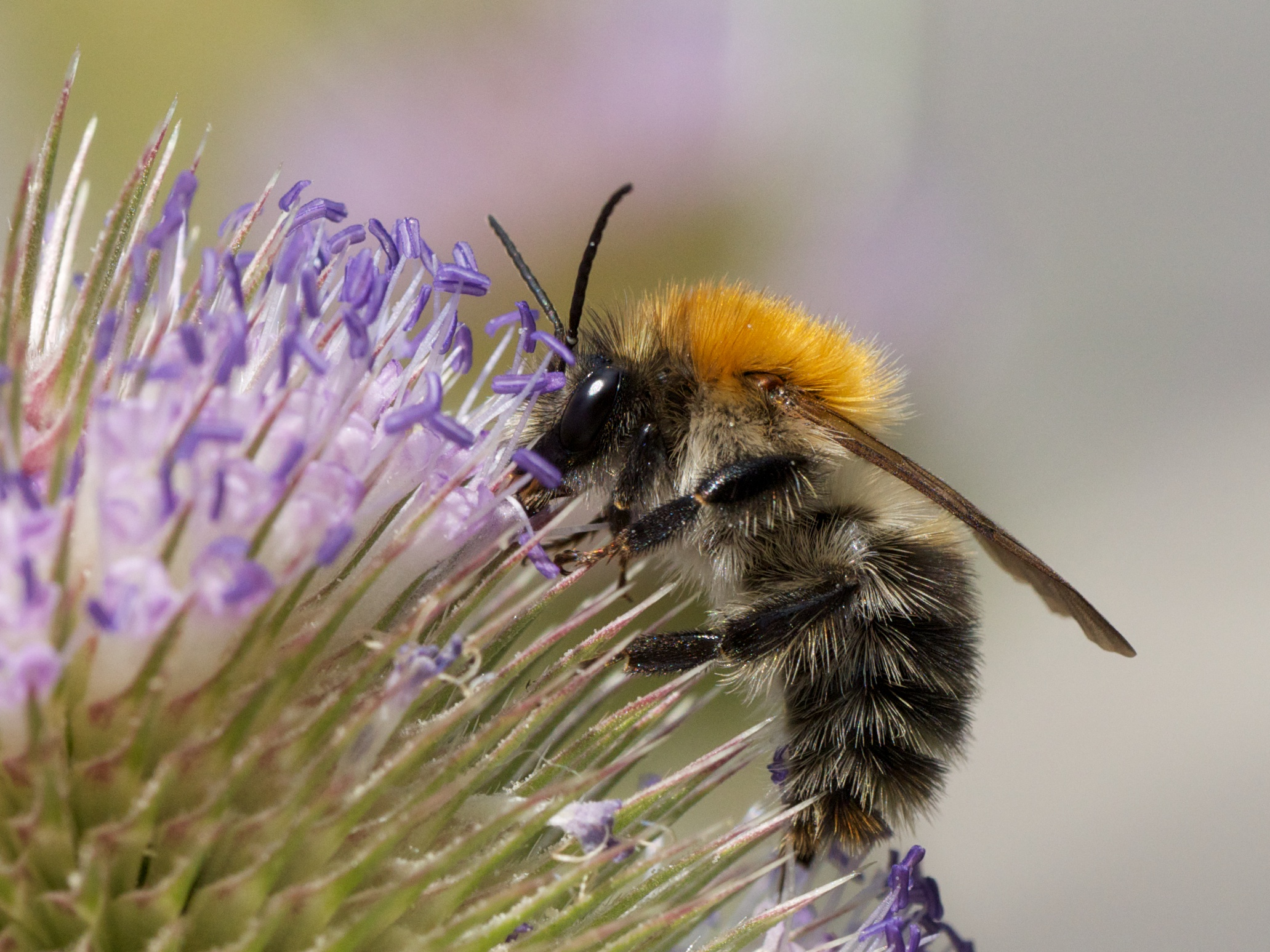